# Silva Batuta
Wálter Machado da Silva, plus connu sous le nom de Silva Batuta, né le 2 janvier 1940 à Ribeirão Preto dans l'État de São Paulo et mort le 29 septembre 2020, est un joueur international de football brésilien, qui évoluait au poste d'attaquant.
Il jouait à l'origine comme attaquant, et fut un avant-centre prolifique, étant souvent le meilleur buteur des clubs pour lesquels il évolua.

## Biographie

### Club
Il débute dans un des grands clubs de sa région, le São Paulo Futebol Clube, avec qui il ne joue que 8 matchs, sans signer aucun but. Il part ensuite rejoindre le géant carioca du Botafogo de Futebol e Regatas, où il évolue entre 1959 et 1961.
Mais c'est le club suivant qui le met en évidence, le Sport Club Corinthians Paulista, club où il forme une redoutable paire d'attaquant avec Flávio Minuano, Silva Batuta maintient au club un ratio impressionnant de 0,64 but par match, et dépasse la barre fatidique des 100 buts inscrits avec le club pauliste.
Il quitte ensuite l'État de São Paulo pour partir jouer dans l'État voisin de Rio de Janeiro, au Clube de Regatas do Flamengo, club où il inscrit un grand nombre de buts, faisant à l'époque de lui le meilleur buteur de l'équipe.
En 1966, il part enfin rejoindre l'Europe et est acheté par le club catalan du FC Barcelone, et en raison de problèmes à l'époque dans le championnat espagnol avec les joueurs étrangers, il ne peut pas jouer une seule partie en championnat. Il est donc alors contraint de rentrer au pays, où il est acquis par le Santos Futebol Clube, avant de retourner dans un de ses anciens clubs, le CR Flamengo, où il a connu la gloire.
Il part ensuite continuer sa carrière en Argentine et rejoint en 1969 un des clubs de la capitale Buenos Aires du Racing Club de Avellaneda, devenant le premier joueur brésilien à devenir goleador, à savoir le meilleur buteur du championnat de D1 argentine, avec 14 buts lors de la saison Metropolitano 1969.
Ensuite, il évolue de 1970 à 1974 pour le club carioca du CR Vasco da Gama, avant de partir finir sa carrière en Colombie dans le club du Corporación Popular Deportiva Junior en 1974.

### Sélection
Il est appelé en équipe nationale du Brésil en 1966 par le sélectionneur brésilien Vicente Feola, qui crée une liste de 47 joueurs pré-convoqués pour disputer la coupe du monde 1966 jouée en Angleterre. Il dispute alors avant l'évènement une série de matchs amicaux. Une fois appelé dans la liste des 22 joueurs qui disputent le tournoi, il est titulaire lors du match contre le Portugal, le 19 juillet 1966 à Goodison Park.

## Palmarès

### Club
- Championnat carioca : 2

Flamengo : 1965
Vasco da Gama : 1970
- Championnat paulista : 1

Santos : 1967

### Individuel
- Meilleur buteur du Championnat d'Argentine : 1

Metropolitano 1969 (14 buts)